# Monte Tambura
El Monte Tambura és una muntanya de 1.891 metres dels Alps Apuans, que es troba entre les províncies de Lucca i de Massa i Carrara (Itàlia).
És el segons cim més alt de la serra, després del Monte Pisanino. El Tambura forma part del Parc Natural Regional dels Alps Apuans.